# Franz Staudegger
 (décembre 2023).
 (avril 2020).
Franz Staudegger, né le 12 février 1923 à Bleiburg en Carinthie et mort le 16 mars 1991 à Francfort-sur-le-Main, est un militaire autrichien et chef de char allemand.

## Biographie
Oberscharführer dans la 1re division SS Leibstandarte SS Adolf Hitler de la Waffen-SS, il est célèbre pour avoir détruit par surprise à la grenade, la nuit du 5 juillet 1943, lors de l'opération Citadelle, deux chars T-34 soviétiques après s'en être approché en croyant avoir affaire à des chars amis. Son plus grand exploit aurait eu lieu le 8 juillet 1943 : alors que son char est à l'arrière du front pour réparer des dégâts mineurs, il aurait décidé de retourner au combat et serait venu en aide, avec un Tigre, à une unité de la 2e compagnie du régiment de grenadier « Deutschland », attaquée par un groupe d'une cinquantaine de T-34 dans le secteur sud de la bataille de Koursk. Staudegger aurait utilisé toutes ses munitions perforantes, détruisant 17 chars russes, galvanisant l'infanterie allemande et forçant l'ennemi à battre en retraite. Il aurait ensuite poursuivi son attaque avec des obus explosifs, détruisant cinq chars supplémentaires et n'aurait entamé sa retraite qu'une fois complètement à court de munitions.
Il participe également à la bataille de Normandie (sous le commandement d'un autre as de char, Michael Wittmann) et à la bataille des Ardennes.
Il survit à la guerre et meurt à Francfort le 16 mars 1991.

## Controverse historique
L'analyse historique moderne des pertes officielles de l'Armée rouge fait émettre des doutes sur la véracité de cet exploit car aucune unité soviétique ne rapporte de telles pertes ce 8 juillet et les Russes sont sur la défensive à ce moment-là. Il est probable que les faits ont été exagérés par la propagande nazie pour camoufler le manque de résultat de l'opération Citadelle et certain que l'action de Staudegger n'a pas changé le cours de l'offensive allemande dans le secteur sud de Koursk. La principale source relatant ses exploits manque en effet de crédibilité : il s'agit du livre très hagiographique d'un historien allemand d'extrême droite, Patrick Agte, portant sur l'unité de panzer SS Leibstandarte Adolf Hitler et son as le plus connu, Michael Wittmann. On ne dispose pas du récit direct de Staudegger sur ces faits.

## Décorations
Staudegger reçoit pour son exploit prétendu la Croix de chevalier de la croix de fer le 10 juillet 1943, devenant le premier tankiste opérant sur Tigre à recevoir cette distinction. L'équipage de son char Tigre est composé du pilote Herbert Stellmacher, du radio Gerhard Waltersdorf, d'Heinz Buchner comme tireur et de Walter Henke comme chargeur.
Il est également récompensé de la médaille du front de l'Est.